# Box-office Italie 2018-2019
Cet article traite du box-office de 2018-2019 en Italie.

## Palmarès selon les recettes
| Rang | Titre                                                | Pays                                            | Réalisateur               | Recettes Italie (€) | Entrées Italie |
| ---- | ---------------------------------------------------- | ----------------------------------------------- | ------------------------- | ------------------- | -------------- |
| 1    | Avengers: Endgame                                    | Drapeau des États-Unis                          | Anthony et Joe Russo      | 30 282 699          | 4 097 097      |
| 2    | Bohemian Rhapsody                                    | Drapeau des États-Unis · Drapeau du Royaume-Uni | Bryan Singer              | 29 079 056          | 4 152 589      |
| 3    | Aladdin                                              | Drapeau des États-Unis                          | Guy Ritchie               | 15 455 047          | 2 410 379      |
| 4    | Les Animaux fantastiques : Les Crimes de Grindelwald | Drapeau des États-Unis · Drapeau du Royaume-Uni | David Yates               | 12 786 188          |                |
| 5    | Hôtel Transylvanie 3 : Des vacances monstrueuses     | Drapeau des États-Unis                          | Genndy Tartakovsky        | 12 265 476          | 1 935 842      |
| 6    | Le Retour de Mary Poppins                            | Drapeau des États-Unis                          | Rob Marshall              | 12 175 008          |                |
| 6    | Les Indestructibles 2                                | Drapeau des États-Unis                          | Brad Bird                 | 12 060 640          | 1 876 144      |
| 8    | Spider-Man: Far From Home                            | Drapeau des États-Unis                          | Jon Watts                 | 11 772 575          |                |
| 9    | Dumbo                                                | Drapeau des États-Unis                          | Tim Burton                | 11 214 962          | 2 003 791      |
| 10   | Robin des Bois                                       | Drapeau des États-Unis                          | Otto Bathurst             | 11 150 665          |                |
| 11   | Ralph 2.0                                            | Drapeau des États-Unis                          | Rich Moore, Phil Johnston | 10 856 895          | 1 683 120      |
| 12   | Aquaman                                              | Drapeau des États-Unis                          | James Wan                 | 10 768 111          |                |
| 13   | Captain Marvel                                       | Drapeau des États-Unis                          | Anna Boden, Ryan Fleck    | 10 246 835          |                |
| 14   | Green Book : Sur les routes du sud                   | Drapeau des États-Unis                          | Peter Farrelly            | 10 162 956          | 1 631 687      |

## Palmarès des films italiens selon les recettes
| Rang | Titre                                      | Pays                                                                                    | Réalisateur                              | Recettes Italie (€) | Entrées Italie |
| ---- | ------------------------------------------ | --------------------------------------------------------------------------------------- | ---------------------------------------- | ------------------- | -------------- |
| 1    | Amici come prima (it)                      | Drapeau de l'Italie                                                                     | Christian De Sica et Brando De Sica (it) | 8 247 311           |                |
| 2    | La Sorcière de Noël                        | Drapeau de l'Italie                                                                     | Michele Soavi                            | 8 247 311           |                |
| 3    | 10 giorni senza mamma (it)                 | Drapeau de l'Italie                                                                     | Alessandro Genovesi                      | 7 482 174           | 1 193 681      |
| 4    | Moschettieri del re: La penultima missione | Drapeau de l'Italie                                                                     | Giovanni Veronesi                        | 5 163 837           |                |
| 5    | Ma cosa ci dice il cervello (it)           | Drapeau de l'Italie                                                                     | Riccardo Milani                          | 5 104 021           | 784 883        |
| 6    | Le Traître                                 | Drapeau de l'Italie · Drapeau de la France · Drapeau de l'Allemagne · Drapeau du Brésil | Marco Bellocchio                         | 4 841 854           | 773 405        |
| 7    | Non ci resta che il crimine (it)           | Drapeau de l'Italie                                                                     | Massimiliano Bruno                       | 4 742 333           | 721 184        |
| 8    | Se son rose (it)                           | Drapeau de l'Italie                                                                     | Leonardo Pieraccioni                     | 4 257 562           |                |
| 9    | Ti presento Sofia (it)                     | Drapeau de l'Italie                                                                     | Guido Chiesa (it)                        | 2 952 816           |                |
| 10   | Romulus et Rémus                           | Drapeau de l'Italie · Drapeau de la Belgique                                            | Matteo Rovere                            | 2 199 144           | 335 748        |